# 301e division de fusiliers (3e formation)
Pour les articles homonymes, voir 301e division.
La 301e division de fusiliers (russe : 301-я стрелковая дивизия) est une division de fusiliers de l'Armée rouge pendant la Seconde Guerre mondiale.
Elle est créée en juin 1943 à partir des hommes et de l'équipement de deux brigades de fusiliers existantes. Cette formation accumule un bilan honorable de service dans plusieurs offensives majeures à travers l'Ukraine, puis en Pologne et au cœur de Berlin en avril 1945. Elle sert brièvement après la guerre dans le groupement des forces soviétiques en Allemagne, avec quartier général à Berlin.

## Formation
Une première 301e division de fusiliers est créée en juillet 1941 et dissoute en décembre. Une seconde 301e division est recréée en janvier 1942 et dissoute en juillet.
La formation finale de la 301e division de fusiliers commence fin juin 1943 et s'achève le 14 août, lorsque le colonel Vladimir Semionovitch Antonov est nommé commandant ; il gardera ce poste pendant toute la durée de la guerre. La nouvelle division est basée sur le personnel des 34e et 157e brigades de fusiliers.

### 34ebrigade de fusiliers
La 3e formation de cette brigade commence à se former fin août 1942 à Bakou, dans le district militaire de Transcaucasie, à partir d'étudiants des écoles locales de l'armée de terre et de la marine, en réponse à l'avancée de l'Axe dans le Caucase. En septembre, la brigade se rend au front dans le cadre du 11e corps de fusiliers de la Garde de la 9e armée. En octobre, sous le commandement du colonel AV Vorojitsev, elle défend le cours de la rivière Terek contre la 1re Panzerarmee. Comme on pouvait s'attendre à des blindés ennemis en quantité, la brigade est renforcée par un soutien important, notamment le 2e bataillon du 98e régiment d'artillerie de corps de la Garde (obusiers de 152 mm), le 52e bataillon de mortiers (mortiers de 120 mm (en)) et le 337e bataillon antichar.
La 34e brigade reste sous ces commandements lorsque les Allemands commencent à battre en retraite après Stalingrad, et le 24 janvier 1943, il participa à la libération d'Armavir. En février, le 11e corps de la Garde est brièvement réaffecté à la 58e armée du front du Caucase du Nord, mais le 1er mars, le corps et la brigade sont de retour dans la 9e armée. En avril, la 34e est transférée pour la dernière fois au 9e corps de fusiliers de la même armée, où elle commença à former la 301e division de fusiliers en juin.

### 157ebrigade de fusiliers
La 2e formation de cette brigade débute en septembre 1942, au sein du front transcaucasien, à partir d'unités d'entraînement du Transcaucase. Le 1er octobre, elle est envoyée au groupe de forces du Nord de la 44e armée (en) du front transcaucasien. En novembre, elle devient partie intégrante du 9e corps de la même armée et est restée dans ce corps à partir de ce moment-là. Après le déplacement des lignes de front vers le Kouban vers la fin de l'année, le 9e corps est transféré à la 9e armée du Front du Caucase du Nord en janvier 1943. La 157e brigade reste face aux forces allemandes dans la péninsule de Taman au cours des mois suivants, puis elle commence à se convertir en 301e division de fusiliers en juin.

## Avance
L'ordre de bataille de la division est resté pour l'essentiel le même que celui des deux premières formations (1050e, 1052e et 1054e régiments de fusiliers, 823e régiment d'artillerie), mais elle hérite également du 337e bataillon antichar de la 34e brigade. Le 20 août 1943, la 301e division est déclarée apte au combat. Elle reste dans le 9e corps de fusiliers pendant toute la durée de la guerre et jusque dans la période d'après-guerre. Le 9e corps est presque immédiatement réaffecté à la 5e armée de choc, où il servira pendant la majeure partie du reste de la guerre. La 5e armée de choc est alors au sein du front du Sud (plus tard le 4e front ukrainien ) et la 301e division sert au sein de ce front jusqu'en février 1944.
Elle arrive au front lors de l'offensive stratégique du Donbass, avançant à travers la partie la plus méridionale du front soviéto-allemand. Le 8 septembre, la division est reconnue pour son rôle dans la libération de Stalino et reçut son nom à titre honorifique.
En novembre, la division est transférée à la 28e armée, puis de nouveau à la 5e armée de choc lorsque cette armée est réaffectée au 3e front ukrainien. En avril 1944, la 301e division fait partie la 57e armée du même front lors de la première offensive Jassy-Kichinev. Le 11, la division atteint le fleuve Dniestr et, sans équipement de pont, commence à forcer un passage avec des moyens improvisés et le 1er bataillon du 1050e régiment parvient à franchir la rivière sous le feu allemand, bientôt suivi par le 2e bataillon.
En fin de compte, les nombreuses têtes de pont saisies par la 57e armée se révèlent trop petites et peu profondes pour de grandes opérations de passage, et l'offensive sur ce secteur s'arrête.
Lorsque la deuxième offensive Jassy-Kichinev commence fin août, le 9e corps et le 301e sont toujours dans la 57e armée, mais reviennent avant la fin du mois dans la 5e armée de choc, où ils restent jusqu'à l'après-guerre. Au début de l'offensive, le 9e corps, renforcé par la 96e brigade de chars, s'est engagé dans les combats le deuxième jour, remontant vers la zone au nord du lac Botno tout en étant couvert par un écran de fumée de 11 km de large. Le 22 août, toujours sous le couvert de fumée, le 9e corps rejoint les combats sur le flanc gauche de la 57e armée, appuyé par des chars et par les SU-76 du 1202e régiment de canons automoteurs. Cette force combinée écrase la résistance allemande et s'empare à 8 h 30 des points forts d'Ursoiya et de la gare de Kaouchan. À la fin de la journée, la 301e division avait avancé de 10 à 15 km dans les combats de la journée et pris le village de Zaïm (en). L'avance se poursuit le lendemain et le 9e corps atteint tous ses objectifs, avançant si agressivement qu'il devance le corps en premier échelon,.
L'ensemble de la 5e armée de choc rejoint la réserve du haut commandement suprême en septembre et le 337e bataillon antichar de la division voit ses canons remorqués remplacés par des canons automoteurs SU-76. En novembre, la 5e armée de choc rejoint le 1er Front biélorusse pour la durée de la guerre. Avec ce front, la 301e division de prend part à la défaite finale de l'Allemagne en Pologne, en Poméranie orientale et à Berlin. Le 2 mai 1945, des unités du 301e rapportent la prise des ruines du bâtiment de la nouvelle chancellerie du Reich, au moment où les combats dans la ville touchaient à leur fin, et le colonel Antonov se voit montrer les corps brûlés de Josef et Magda Goebbels. À cette époque, la division gagne également , en plus de son titre honorifique Stalino, l'Ordre de Souvorov et porte donc le titre complet de 301-я стрелковая Сталинская ордена Суворова дивизия (301e division de fusiliers, de Stalino, de l'ordre de Souvorov).
Après la capitulation allemande, alors que la plupart des formations soviétiques étaient en cours de démobilisation, la 5e armée de choc, comprenant la 301e Division de fusiliers, est sélectionnée pour faire partie du Groupe des forces soviétiques en Allemagne, dont le quartier général est à Berlin. La division est dissoute en octobre 1946 en même temps que la 5e armée de choc.